# Disphragis echina
Disphragis echina är en fjärilsart som beskrevs av William Schaus 1906. Disphragis echina ingår i släktet Disphragis och familjen tandspinnare. Inga underarter finns listade i Catalogue of Life.